# Perdre est une question de méthode
Perdre est une question de méthode  (titre original : Perder es cuestion de método) est un film policier colombien réalisé par Sergio Cabrera, sorti en 2004. 
Il s'agit d'une adaptation du roman éponyme de Santiago Gamboa, publié en 1999.

## Distribution
- Daniel Gimenez Cacho
- Martina García
- Cesar Mora